# Perambalur
Perambalur est une ville indienne située dans le district de Perambalur dans l’État du Tamil Nadu. En 2011, sa population était de 49 648 habitants.

## Source de la traduction
- (en) Cet article est partiellement ou en totalité issu de l’article de Wikipédia en anglais intitulé « Perambalur » (voir la liste des auteurs).